# Francis Lieber
Francis (Franz) Lieber, född 18 mars 1800 i Berlin, död 2 oktober 1872 i New York, var en tysk-amerikansk encyklopedist, nationalekonom och skribent.
Lieber deltog 1815 som frivillig i fälttåget mot Napoleon I och omfattade sedan med sådan iver de unga nationella frihetssträvandena, att han ådrog sig en tids fängelse och förbud att studera vid preussiska högskolor. Sedan han 1820 blivit filosofie doktor i Jena, begav han sig 1821 för en kortare tid ut i det grekiska frihetskriget, var därpå en tid informator i Rom i Barthold Georg Niebuhrs hus och hölls efter hemkomsten åter några månader häktad av de preussiska myndigheterna. 
År 1825 begav Lieber sig till Storbritannien och Irland och 1827 till USA, där han skaffade sig fullt medborgarskap. I Boston utgav han efter mönstret av Brockhaus Enzyklopädie ett politiskt reallexikon, Encyclopædia americana (13 band, 1829–33). Åren 1835–56 var han professor i historia och politisk ekonomi vid South Carolina College i Columbia, South Carolina, samt innehade därefter till sin död liknande lärarbefattning vid Columbia College i New York. 
Under amerikanska inbördeskriget (1861–65) skrev Lieber på unionsregeringens föranstaltande Instructions for the Government of the Armies of the United States in the Field (1863), vilket verk gav märkbar impuls åt arbetet på den internationella folkrättens kodifikation. Hans viktigaste övriga skrifter är Manual of Political Ethics (två band, 1838; tredje upplagan 1875), On Civil Liberty and Selfgovernment (två band, 1853; tredje upplagan 1874) och en postumt utgiven samling Miscellaneous Writings (två band, 1880; med biografi över Lieber av Martin Russell Thayer).